# Угрон, Габор (министр)
Габор Угрон (венг. Ugron Gábor; 8 января 1880, Тыргу-Муреш, Трансильвания, Австро-Венгрия — 27 октября 1960, Баконибел, медье Веспрем, Венгрия) — венгерский государственный и политический деятель. Доктор права. Сын политического деятеля Габора Угрона-старшего.

## Биография
Представитель одной из старейших благородных семей Трансильвании.
Учился в университетах Лейпцига, Женевы и Будапешта. Получил докторскую степень в области административного права.
Избирался депутатом от Тыргу-Муреш.

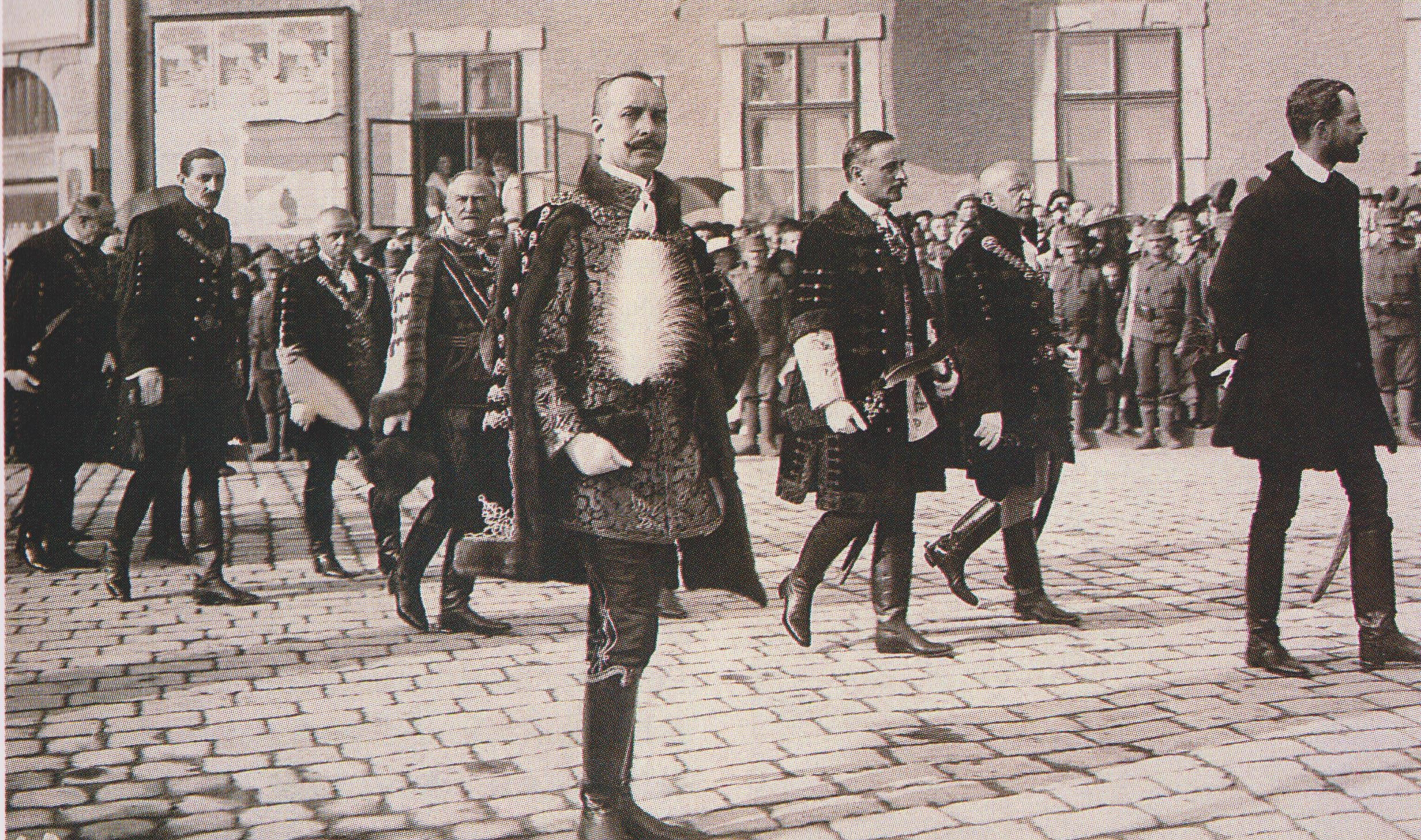
Г. Угрон на переднем плане. 1917 г.

С 15 июня 1917 по 25 января 1918 года — министр внутренних дел Королевства Венгрия в кабинете министров Морица Эстерхази и Шандора Векерле.
После Первой мировой войны и провозглашения Трианонского договора, по которому Трансильвания отошла в королевству Румыния, во время буржуазно-демократической революции организовал Национальный совет Секейского края (на территории современной республики Румыния).
После падения Венгерской Советской республики участвовал в создании Национально-либеральной партии. После её слияния с Демократической партией стал президентом Национальной гражданской партии. В 1926 году перешёл в Партию национального единства Иштвана Бетлена. Будучи членом парламента, в основном, занимался финансовыми вопросами.